# De la démonomanie des sorciers
De la démonomanie des sorciers est un traité sur la sorcellerie et la démonologie du juriste et philosophe politique français Jean Bodin. Publié pour la première fois en 1580 , le livre est devenu une source influente et faisant autorité sur la chasse aux sorcières et les poursuites judiciaires, et il a probablement eu une plus grande portée que tout autre ouvrage sur les sorcières à cette époque,.

## Éditions
De la démonomanie des sorciers a été publié pour la première fois en français en 1580. En 1604, il y avait dix éditions. Il a été traduit en allemand par Johann Fischart (1581) sous le titre De Daemonomania magorum, et la même année en latin par François Du Jon sous le titre De magorum dæmonomania libri IV.

## Contenu
De la Démonomanie des Sorciers est divisé en quatre livres. Dans le premier, Bodin commence par définir la «sorcière» et la «sorcellerie». Il s'agit de l'une des premières définitions juridiques de la sorcellerie: «quiconque, par des moyens diaboliques, cherche sciemment à accomplir quelque chose»,.
Il décrit également les esprits, les classant comme bienveillants ou malveillants. De plus, il énumère les différents pouvoirs qui peuvent être obtenus en faisant appel aux démons, en particulier les capacités divinatoires et prophétiques.
Le deuxième livre est consacré à la magie. Il définit la magie et ses différentes formes, telles que la magie blanche et la magie noire, et explore des pratiques comme l'invocation des démons et la conclusion de pactes avec des démons. Il aborde également la lycanthropie, la supposée capacité de se transformer en loup-garou.
Le troisième livre s’attache à examiner les moyens de prévenir ou de contrer les actions malveillantes des sorcières. Il aborde également les exorcismes, visant à expulser les esprits qui se sont emparés d'une personne.
Le quatrième livre porte sur le traitement juridique des sorcières. Bodin y adopte une position particulièrement sévère, préconisant non seulement l’usage de la torture, mais également des formes d’exécution particulièrement douloureuses.